# 응우옌반비
응우옌반비(베트남어: Nguyễn Văn Vy / 阮文維, 1916년 1월 16일 ~ 1981년)은 프랑스와 남베트남의 군인이다.
프랑스가 세운 괴뢰국인 베트남국의 국방부장관을 역임한 바가 있으며, 1967년 11월부터 1972년 8월까지 남베트남의 국방부장관을 역임하였다.

## 어린 시절
1916년 하노이의 중상류층 가정에서 태어났다. 하노이 대학 법학과 졸업 후 1939년 프랑스가 하노이에 세운 선떠이 군사학교 1년 과정에 입학하여 1940년 프랑스령 통킹 식민 정부군 소위가 되었으며, 1942년에는 통킹 식민군 제4 보병연대의 소대장(중위)으로 진급하였다. 1945년 대위로 승진하였고, 1947년에는 프랑스군이 베트남 독립동맹회를 후방에서 타격할 목적으로 조직한 제3 레인저 부대 중대장이 되었다. 1949년 프랑스가 괴뢰국인 베트남국을 수립하고 베트남 국민군을 창설하였으나, 그는 1952년까지 북베트남 내에서 프랑스군 게릴라의 지휘관으로 복무하며 베트남 독립동맹회에 대한 후방 공격을 담당하고 있었기에, 프랑스 본군에 소속된 상태였다. 1952년 이후에는 한국 전쟁 지원에도 참여하였다. 당시 계급은 대령이었다. 국민군으로 넘어간 그는 베트남국의 국방부장관이 되었다.
1954년 디엔비엔푸 전투에 참가하는 국민군을 총 지휘하여 프랑스군을 보조하였으나 베트남 독립동맹회의 매복 작전에 의해 패퇴하였다.

## 베트남 공화국 수립 이후
베트남 공화국 정부 수립 이후 그는 곧바로 베트남 국군의 장성으로 승진하였으나, 응오딘지엠 정부는 반비와 같은 극단적인 친프랑스 인사를 신뢰하지 않았기에 군의 중심에서 밀려나게 된다. 1963년 응우옌 반 비는 즈엉반민의 쿠데타에 참가하였고, 응오딘디엠 암살에 관여하였다. 이후 1년 후 응우옌카인이 다시 쿠데타를 일으켰으며, 권력의 실세에서 물러나게 되었다. 그는 카인 내각에 의해 즈엉반민의 쿠데타를 도운 혐의로 체포가 되었으나 얼마 안 가 다시 석방되었다.

## 티우 내각에서의 승진과 몰락
1967년에 그는 베트남 공화국 육군 참모총장으로 임명되었으며, 같은 해 2월에는 응우옌까오끼가 주도하는 군사반부패위원회의 위원으로 임명되었다. 1968년 5월 25일에는 국방부장관으로 임명되었다. 이 시기 그는 남베트남의 군인을 위해 정부가 운영하는 연금 기금을 관리하는 책임자가 되었다.
그러나 그는 이 기금에서 수백만 달러를 횡령하여 군납 운송회사, 도로 및 교량 건설사, 보험회사 등에 투자하다가 1971년에 적발되었다. 티우 내각은 1972년 8월 6일에 횡령, 부패 등을 이유로 그를 국방부장관에서 해임하였고 가택 연금 조치를 내렸다. 1981년 프랑스 생망데에 있는 군사교육병원에서 65세의 나이로 사망하였다.